# HD22032
HD22032 є хімічно пекулярною зорею спектрального класу
A3 й має видиму зоряну величину в смузі V приблизно  9,0.

## Пекулярний хімічний вміст
Зоряна атмосфера GSC67-888-1 має підвищений вміст 
Cr
.